# Marta Subirà i Roca
Marta Subirà i Roca   (Barcelona, 1972) és una política i gestora pública catalana.

## Biografia
Llicenciada en Dret per la Universitat Pompeu Fabra, es va especialitzar en Dret Administratiu i Públic de Catalunya.
Entre 1999 i 2011 fou regidora a l'ajuntament de Sant Cugat del Vallès, on ocupà diverses àrees de responsabilitat, incloent-hi la regidoria de Comunicació, Serveis Generals i Societat de la Informació i la tinència d'alcaldia de Medi Ambient i Mobilitat entre 2007 i 2011, dins l'equip de govern encapçalat per l'alcalde Lluís Recoder.
El 5 de gener de 2011 va ser nomenada directora general de Polítiques Ambientals i Sostenibilitat del Govern de Catalunya, càrrec que va ocupar fins al 2016. Durant aquest període es va aprovar la creació del Parc Natural de les Capçaleres del Ter i del Freser, el primer Pla de Suport al Tercer Sector Ambiental de Catalunya i la primera Estratègia Catalana d'Adaptació al Canvi Climàtic.
Posteriorment, el gener de 2016, va ser designada secretària de Medi Ambient i Sostenibilitat del Govern de Catalunya. Sota la seva responsabilitat i essent Conseller de Territori i Sostenibilitat de Catalunya, Josep Rull, es va aprovar la Llei 16/2017, d'1 d'agost, del canvi climàtic, la primera llei sobre canvi climàtic de l'estat espanyol i una llei pionera a Europa. També durant aquest període es va crear  la Taula del riu Ter i l'acord multilateral que garanteix la recuperació dels cabals ecològics del riu.
Durant els anys que ha estat secretària de Medi Ambient i Sostenibilitat del Govern va impulsar polítiques de medi natural i de foment de la biodiversitat i la creació de l'Agència de la Natura de Catalunya. Altres projectes s'han adreçat a impulsar la mobilitat sostenible i la millora de la qualitat de l'aire, la transició a l'economia circular, la mitigació i l'adaptació al canvi climàtic, la recuperació dels cabals ecològics o la millora de les masses fluvials.
Des de juny de 2021 fins al 22 de novembre de 2022, fou Presidenta de Ferrocarrils de la Generalitat de Catalunya.
El novembre de 2024 va ser nomenada membre del consell d’administració de Bon Preu, en qualitat de presidenta de la comissió de sostenibilitat i societat de l'empresa.